# Hôtel Le Ferron
Hôtel Le Ferron je městský palác ze 18. století, který se nachází v Paříži v historické čtvrti Marais ve 3. obvodu na adrese 20, Rue des Quatre-Fils a 9, Ruelle Sourdis. Palác je od roku 1961 chráněn jako historická památka.

## Historie
Palác koupil v roce 1719 Nicolas Le Féron a v letech 1732–1734 jej přestavěl René Berger, hlavní výběrčí plateb města Paříže. V roce 1775 palác koupil notář Garnier-Deschenes a po něm jej vlastnil advokát Romain de Sèze, jeden z obhájců Ludvíka XVI. během jeho procesu, který zde zemřel v roce 1828. Palác byl 15. prosince 1961 zapsán na seznam kulturních památek.